# ناثان غوريس
ناثان غوريس (30 مارس 1990 في بلجيكا - ) هو لاعب كرة قدم بلجيكي في مركز حراسة المرمى. لعب مع ليرس ونادي تورنهاوت.

## وصلات خارجية
- ناثان غوريس على موقع قاعدة بيانات كرة القدم.إي يو (الإنجليزية)